# جامعة موناش
جامعة موناش (بالإنجليزية: Monash University)‏ هي جامعة عامة في أستراليا تأسست عام 1958. تقع في مدينة ملبورن في أستراليا. وهي ثاني أقدم جامعة بولاية فيكتوريا

## إحصائيات
يبلغ عدد طلاب الجامعة 55,000 طالب، منهم 16,000 طالب دراسات عليا.

## معرض صور

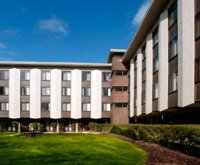
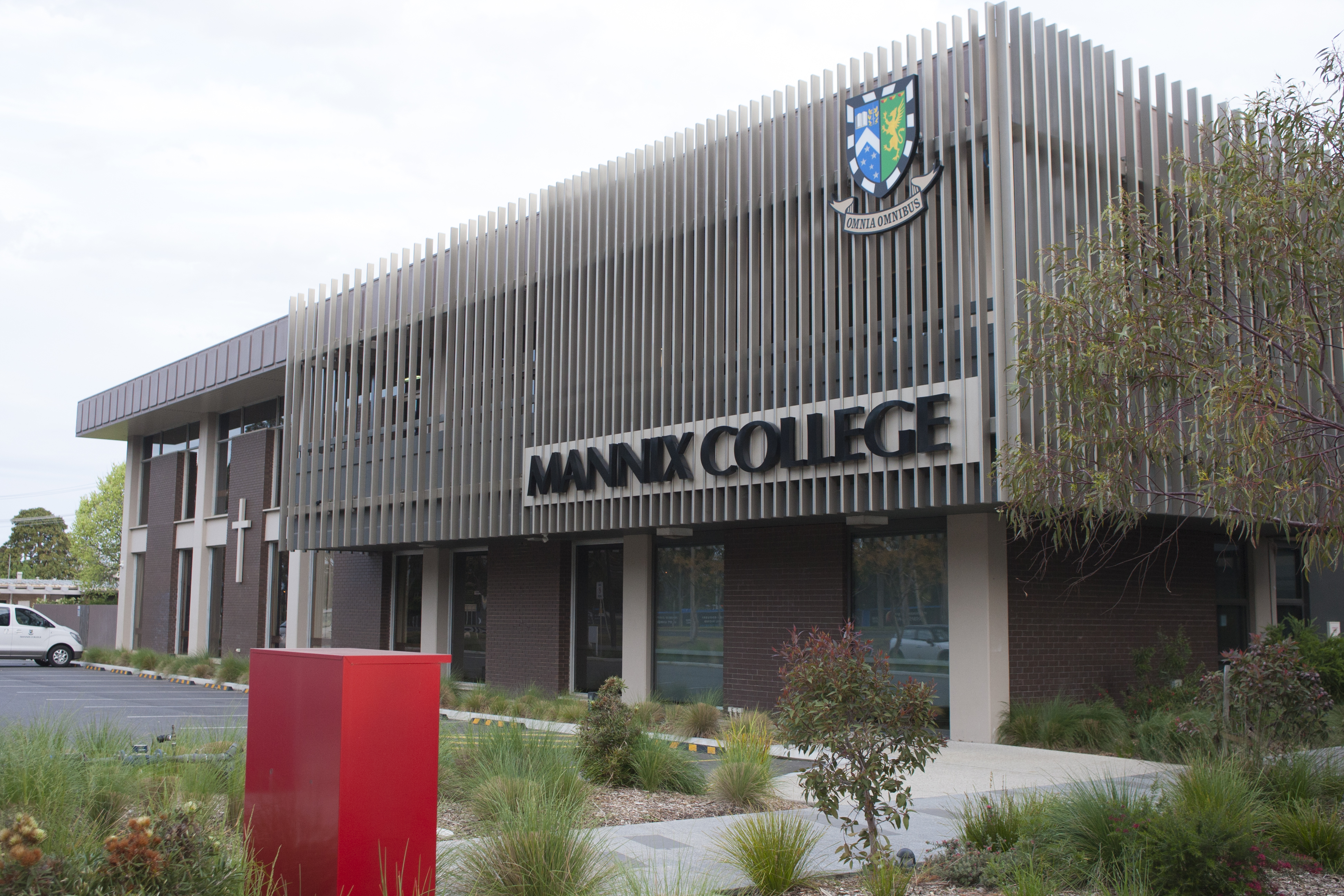
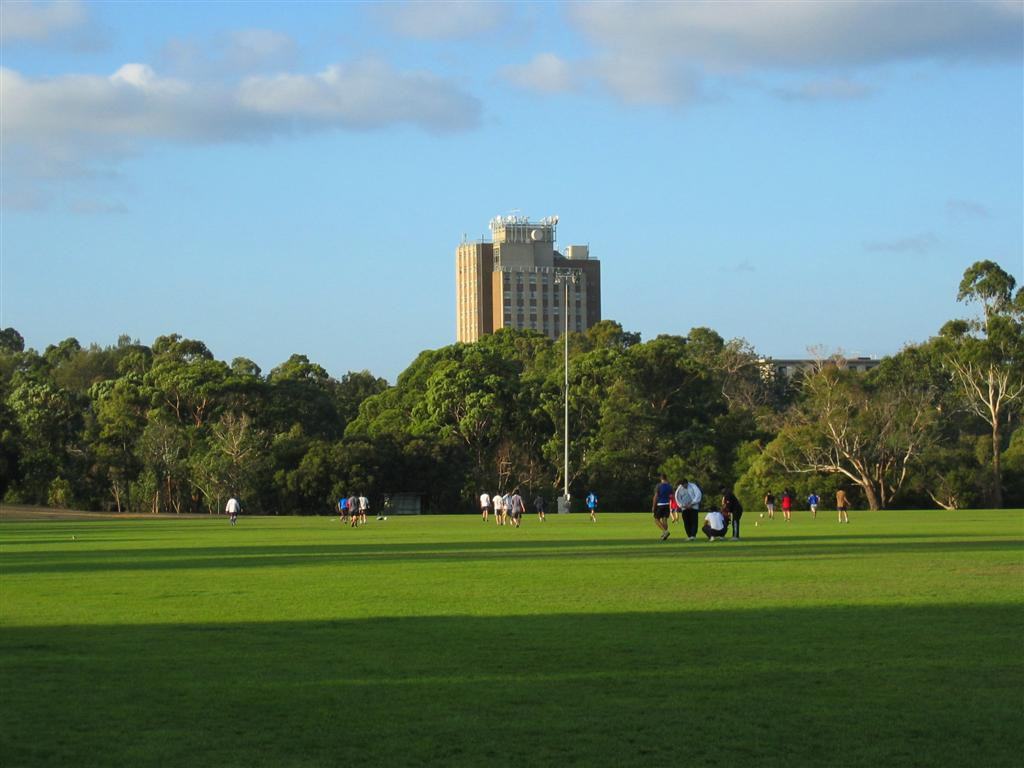
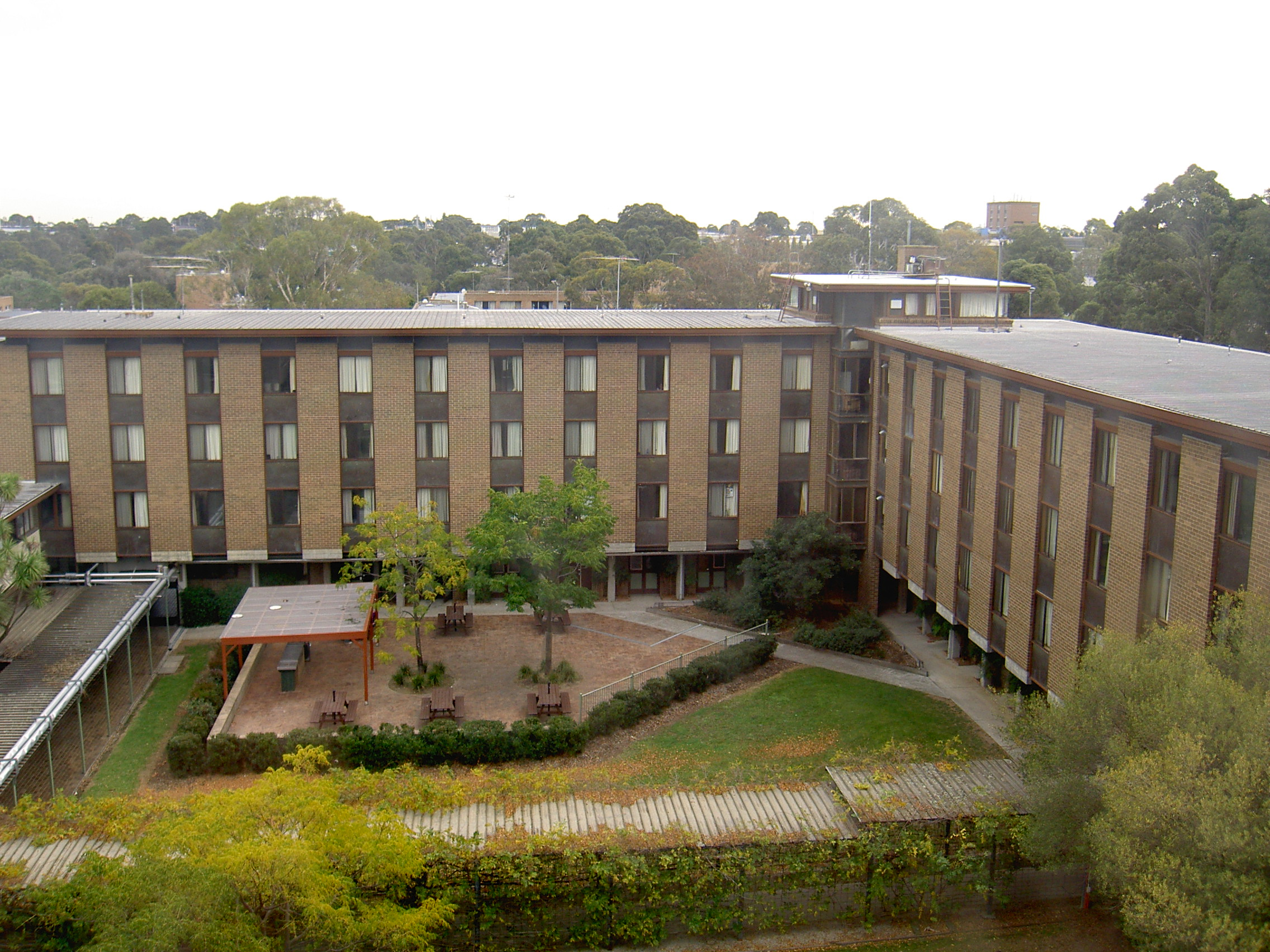

## وصلات خارجية
- الموقع الإلكتروني